# Enypnium quadripunctatum
Enypnium quadripunctatum är en tvåvingeart som beskrevs av Kertesz 1914. Enypnium quadripunctatum ingår i släktet Enypnium och familjen vapenflugor. Inga underarter finns listade i Catalogue of Life.